# Johnny Rep
Nicolaus „Johnny” Rep (ur. 25 listopada 1951 w Zaandam) – holenderski piłkarz, grający na pozycji napastnika. Z reprezentacją Holandii, w której rozegrał 42 mecze, zdobył wicemistrzostwo świata w 1974 i 1978 oraz brązowy medal mistrzostw Europy 1976. Przez trzy lata był zawodnikiem Ajaksu Amsterdam. Dwukrotnie zdobył z nim mistrzostwo kraju i tyle razy Puchar Mistrzów. Później z dużymi sukcesami występował m.in. w SC Bastia i AS Saint-Étienne.

## Sukcesy piłkarskie
- mistrzostwo Holandii 1972 i 1973, Puchar Holandii 1972, Puchar Mistrzów 1972 i 1973, Superpuchar Europy 1972 i 1973 oraz Puchar Interkontynentalny 1972 z Ajaksem Amsterdam
- finał Pucharu UEFA 1978 z SC Bastia
- mistrzostwo Francji 1981 oraz finał Pucharu Francji 1981 i 1982 z AS Saint-Etienne

W reprezentacji Holandii od 1973 do 1981 rozegrał 42 mecze i strzelił 12 goli. Podczas MŚ w 1974 (wicemistrzostwo) i 1978 (wicemistrzostwo) rozegrał 14 meczów i zdobył w nich 7 goli (rekord Holandii). Wywalczył też brązowy medal Euro 1976 oraz uczestniczył w Euro 1980.

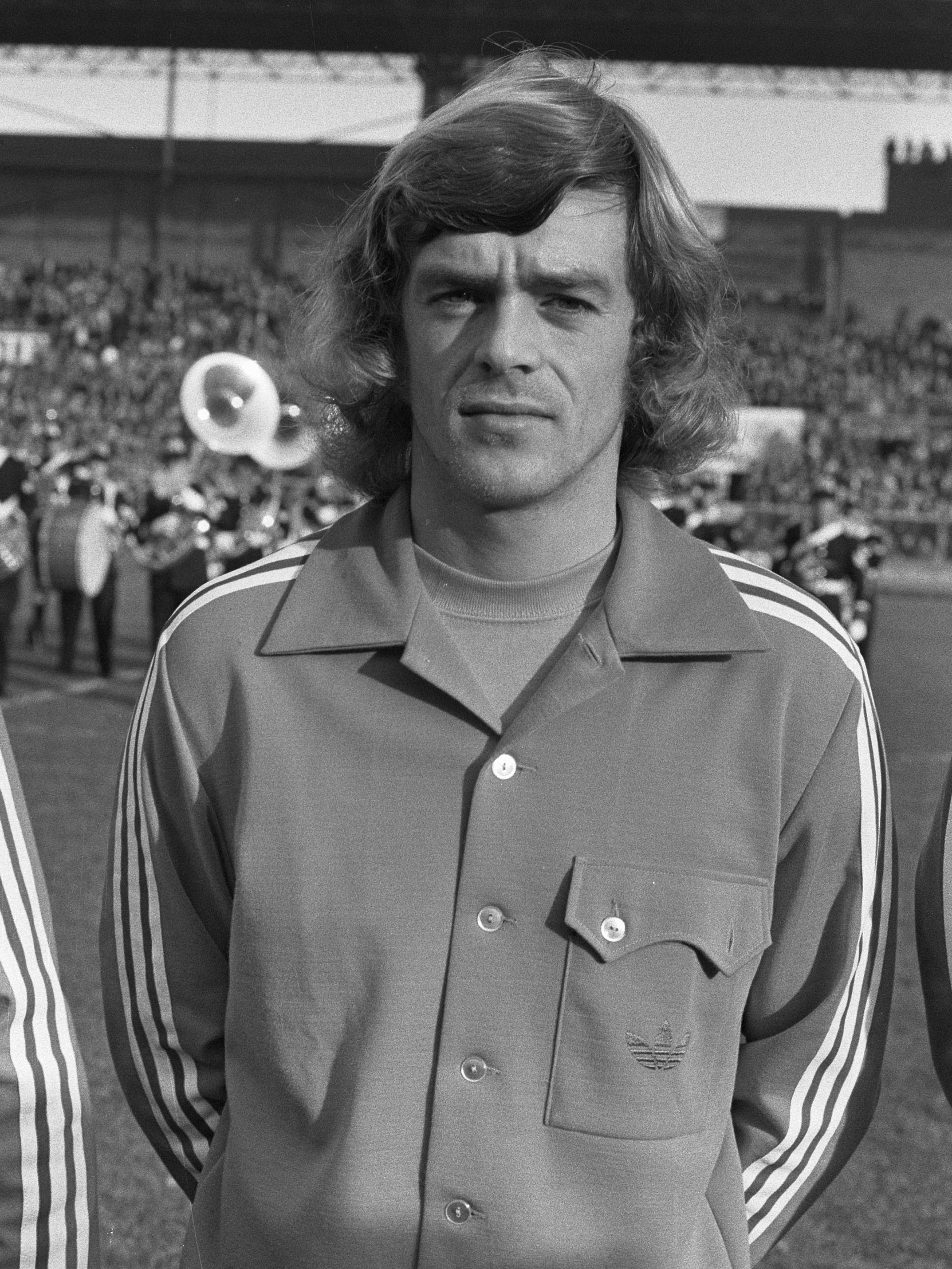
Johnny Rep, 1973